# Marilyn Raphael
Marilyn N. Raphael est une géographe trinidadienne spécialisée en climatologie. Elle est connue pour ses travaux sur le changement climatique et la variabilité de la glace de mer dans l'hémisphère sud. Elle est professeure à l'Université de Californie à Los Angeles et présidente de l'American Association of Geographers. Ses recherches sont récompensées par plusieurs prix.

## Biographie
Marilyn Raphael naît et grandit à Trinité-et-Tobago. Sous l'impulsion de sa mère qui l'encourage dans ses études, elle obtient un baccalauréat en géographie de l'Université McMaster en 1984. Elle passe son master puis soutient son doctorat en géographie en 1990 à l'université d’État de l'Ohio. Sa thèse porte sur la circulation atmosphérique et le flux de chaleur sensible dans l'hémisphère nord. Elle enseigne à l'Université de Californie à Los Angeles depuis 1998.

## Travaux
Les recherches de Raphael portent sur la modélisation du climat mondial et ses variations, en particulier le celui de l'hémisphère sud. Elle étudie les interactions entre l'atmosphère dans cette zone et la glace de mer de la banquise antarctique. La glace de mer de l'Antarctique permet de maintenir l'équilibre des vents, ce qui est l'un des moyens par lequel l'énergie est transportée vers ou hors du continent. Le krill dépend également de la glace de mer, crustacés mangés ensuite par d'autres animaux comme les manchots dont les colonies sont en baisse.
Son objectif est de comprendre son rôle dans le changement climatique, la glace de mer de l'hémisphère sud n'ayant pas les mêmes mécanismes que ceux d’Arctique. Elle se concentre sur l'interaction aux échelles saisonnière, interannuelle et décennale. Ses recherches mobilisent des modèles climatiques mondiaux ainsi que des bases de données d'observation à grande échelle, de 1905 à 2020 pour son étude sur la glace de mer.

Fragments épars de glace de mer recouverts de neige.

En 2022, elle co-publie un article démontrant que jamais la glace de mer n'avait été d'une aussi faible étendue et que sa fonte a été beaucoup plus rapide qu'habituellement,. Les raisons de cette fonte et sa rapidité ne sont pas les mêmes que dans l'hémisphère nord, avec comme hypothèse un vent plus fort qui aurait poussé la glace vers des zones plus chaudes, entraînant sa fonte.
The Encyclopedia of Weather and Climate Change: A Complete Visual Guide, livre dont elle est l'une des autrices, reçoit en 2010 le prix du choix de l'Atmospheric Science Librarians International. Il récompense l'effort de synthèse pour introduire le domaine de la météorologie, la question du climat ainsi que le soin apporté à l'iconographie,.

## Engagement
Raphael est co-présidente du groupe d'experts du Comité scientifique de la recherche antarctique (SCAR) sur les processus et le climat de la glace de mer en Antarctique. Elle est également co-responsable de l'Initiative sur la prévisibilité du climat polaire du Programme mondial de recherche sur le climat. Raphael a également siégé aux comités du Conseil national de recherches sur les opportunités scientifiques futures en Antarctique et dans l'océan Austral et les objectifs de stabilisation pour les concentrations de gaz à effet de serre atmosphériques.
Elle est membre de l'Académie américaine des arts et des sciences depuis 2021.
Elle est élue présidente de l'American Association of Geographers en 2022.

## Publications
Marilyn Raphael est l'autrice de plus de 60 publications scientifique dont : 
- (en) Marilyn N. Raphael, Marika M. Holland, Laura Landrum et William R. Hobbs, « Links between the Amundsen Sea Low and sea ice in the Ross Sea: seasonal and interannual relationships », Climate Dynamics, vol. 52, no 3,‎ 1er février 2019, p. 2333–2349 (ISSN 1432-0894, DOI 10.1007/s00382-018-4258-4, lire en ligne, consulté le 3 juillet 2022)
- (en) Marilyn N. Raphael et Will Hobbs, « The influence of the large-scale atmospheric circulation on Antarctic sea ice during ice advance and retreat seasons », Geophysical Research Letters, vol. 41, no 14,‎ 28 juillet 2014, p. 5037–5045 (DOI 10.1002/2014GL060365, lire en ligne, consulté le 3 juillet 2022)
- Juliane L. Fry, Hans-Friedrich Graf, Richard Grotjahn et Marilyn N. Raphael, The encyclopedia of weather and climate change : a complete visual guide, University of California Press, 2010 (ISBN 978-0-520-26101-3 et 0-520-26101-1, OCLC 519518613, lire en ligne)
- (en) M. N. Raphael, « The influence of atmospheric zonal wave three on Antarctic sea ice variability », Journal of Geophysical Research, vol. 112, no D12,‎ 23 juin 2007, p. D12112 (ISSN 0148-0227, DOI 10.1029/2006JD007852, lire en ligne, consulté le 3 juillet 2022)
- (en) Marilyn N. Raphael et Marika M. Holland, « Twentieth century simulation of the southern hemisphere climate in coupled models. Part 1: large scale circulation variability », Climate Dynamics, vol. 26, nos 2-3,‎ février 2006, p. 217–228 (ISSN 0930-7575 et 1432-0894, DOI 10.1007/s00382-005-0082-8, lire en ligne, consulté le 3 juillet 2022)
- (en) Marika M. Holland et Marilyn N. Raphael, « Twentieth century simulation of the southern hemisphere climate in coupled models. Part II: sea ice conditions and variability », Climate Dynamics, vol. 26, nos 2-3,‎ février 2006, p. 229–245 (ISSN 0930-7575 et 1432-0894, DOI 10.1007/s00382-005-0087-3, lire en ligne, consulté le 3 juillet 2022)
- (en) M. N. Raphael, « A zonal wave 3 index for the Southern Hemisphere: Zonal Wave 3 Index », Geophysical Research Letters, vol. 31, no 23,‎ 16 décembre 2004 (DOI 10.1029/2004GL020365, lire en ligne, consulté le 3 juillet 2022)
- (en) Marilyn Raphael, « Recent, Large-Scale Changes in the Extratropical Southern Hemisphere Atmospheric Circulation », Journal of Climate, vol. 16, no 17,‎ 1er septembre 2003, p. 2915–2924 (ISSN 0894-8755 et 1520-0442, DOI 10.1175/1520-0442(2003)016<2915:RLCITE>2.0.CO;2, lire en ligne, consulté le 3 juillet 2022)
- (en) Marilyn Raphael, « A possible influence of the tropical quasi‐biennial oscillation on the variability of the extratropical circulation in the Southern Hemisphere », Journal of Geophysical Research: Atmospheres, vol. 108, no D22,‎ 27 novembre 2003, p. 2003JD003862 (ISSN 0148-0227 et 2156-2202, DOI 10.1029/2003JD003862, lire en ligne, consulté le 3 juillet 2022)